# ریجکس بادی
یک ابزار برنامه نویسی بیان باقاعده توسط Just Great Software Co. Ltd برای سیستم عامل مایکروسافت ویندوز است. 
این ابزار یک رابط برای ساخت، آزمایش و اشکال زدایی عبارات باقاعده، علاوه بر کتابخانه ای از عبارات باقاعده رایج، یک رابط برای تولید کد برای استفاده از عبارات باقاعده در محیط برنامه نویسی مورد نظر، یک ابزار گرافیکی grep برای جستجو در میان فایل ها و دایرکتوری ها و یک محل تبادل نظر یکپارچه برای جستجو و ارائه مشاوره در مورد بیان باقاعده با سایر کاربران ارائه می‌دهد.
موتور بیان باقاعده RegexBuddy به نرم‌افزار اجازه می‌دهد تا قوانین و محدودیت‌های بسیاری از ویژگی‌های رایج بیان باقاعده را تقلید کند.